# Johan Bontekoe
Johan Klaas Bontekoe (Assen, 1 juli 1943 – Amsterdam, 25 maart 2006) was na Kees Hoving in 1938 de tweede Nederlandse zwemmer die een Europese titel behaalde. Bontekoe deed dat, volslagen onverwacht volgens volgers uit die tijd, in 1962 bij de Europese kampioenschappen in Leipzig op het onderdeel 400 meter vrije slag. Zijn winnende tijd was 4.25,6. 
Twee jaar later was de middenlangeafstandszwemmer minder succesvol bij de Olympische Spelen van Tokio. Bontekoe, lid van de Heemsteedse Zwem- en Polo Club (HPC), werd in de Japanse hoofdstad voortijdig uitgeschakeld op de 400 vrij (4.26,6), de 4x100 vrij (3.43,8) en de 4x200 (8.27,2) vrij. Hij vestigde in de periode 1961-1964 in totaal 21 Nederlandse records, waaronder zes in estafetteverband.
Hij overleed op 62-jarige leeftijd aan een longontsteking.

## Internationale erelijst

### 1962
Europese kampioenschappen lange baan (50 meter) in Leipzig:
- Eerste op de 400 meter vrije slag                  4.25,6
- Vierde op de 1500 meter vrije slag               18.06,1
- Vijfde op de 4x200 meter vrije slag                8.33,6

### 1964
Olympische Spelen (lange baan) in Tokio:
- Veertiende op de 400 meter vrije slag              4.26,6
- Tiende op de 4x100 meter vrije slag                3.43,8
- Twaalfde op de 4x200 meter vrije slag              8.27,2

### 1966
Europese kampioenschappen lange baan (50 meter) in Utrecht:
- Zesde op de 4x100 meter wisselslag             4.09,8